# Combat de Jambeli
Guerre péruano-équatorienne de 1941

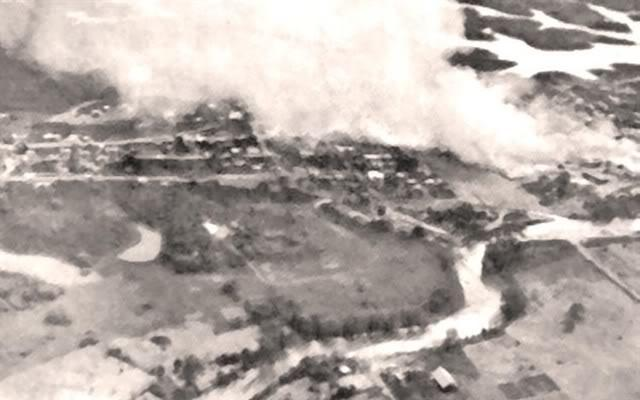

Le combat de Jambeli est une bataille navale livrée le 25 juillet 1941, dans le canal de Jambelí, près de Guayaquil (Équateur), pendant la guerre péruano-équatorienne de 1941.

## La bataille
La canonnière équatorienne BAE Abdón Calderón armée de deux mitrailleuses anti-aériennes et d'un petit canon est chargée d'escorter un convoi de troupes de Guayaquil à Puerto Bolivar. Le petit bâtiment est repéré par les Péruviens et les destroyers BAP Almirante Villar et BAP Coronel Bolognesi ont mission de l'intercepter. À la suite d'une avarie, le Bolognesi doit mettre en panne et laisse l'Amiral Villar s'éloigner pour accomplir sa mission. Les deux bâtiments ennemis se rencontrent à l'embouchure du canal de Jambeli dans le golfe de Guayaquil. La canonnière équatorienne s'engage dans le canal, poursuivie par le destroyer péruvien, beaucoup plus puissant, et le combat commence.
S'agissant de son déroulement, les sources équatoriennes et péruviennes divergent totalement. En effet, selon les premières, l'enseigne de vaisseau Rafaél Marán Valverde, capitaine de l'Abdón Calderón, engage résolument la bataille en dépit de la disproportion des forces. Faisant feu de toute son artillerie, il réussit à toucher plusieurs fois le destroyer péruvien sans subir la moindre avarie. Vaincu par le « David » équatorien, le « Goliath » péruvien doit être pris en remorque par le Bolognesi, arrivé opportunément. L'aviation péruvienne entre alors en action et tente sans succès de couler la canonnière qui se défend âprement avec ses mitrailleuses.
La version péruvienne est toute autre. Selon le capitaine de corvette H. Tudela, le commandant du Villar, la canonnière fuyait devant son bâtiment dans le canal de Jambeli. Cependant en examinant ses cartes marines il constate que le canal est trop peu profond pour le tirant d'eau de son bâtiment et qu'il risque de s'échouer sur un haut-fond. Dès lors il donne l'ordre de suspendre la poursuite. C'est alors que la canonnière, déjà atteinte et endommagée par les canons du destroyer, ouvre le feu auquel le Villar ne peut plus répliquer que par des tirs indirects, faute de pouvoir manœuvrer. Estimant le navire équatorien hors d'atteinte, le capitaine péruvien rompt le combat et s'éloigne, sans que son bâtiment ait subi le moindre impact. Les sources péruviennes ne confirment pas non plus l'attaque aérienne.
Escarmouche insignifiante pour les Péruviens, grande victoire navale pour les Équatoriens, il est difficile de savoir où se trouve la vérité. Toujours est-il que le 25 juillet, jour anniversaire du combat, est fêté chaque année en grande pompe par la marine équatorienne.